# Orde Polonia Restituta

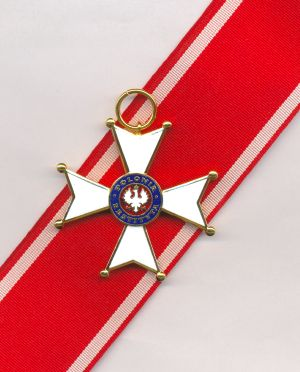
Commandeurskruis en lint van deze Orde.

De Orde Polonia Restituta, Pools:"Order Odrodzenia Polski", is een ridderorde van de Poolse Republiek en werd op 4 februari 1921 ingesteld.
De orde herinnert aan het herstel van de Poolse onafhankelijkheid nadat dit land bij de derde Poolse deling geheel onder de machtige buurlanden Pruisen, Rusland en Oostenrijk werd verdeeld.
De orde kan voor burgerlijke of militaire verdienste aan Polen en vreemdelingen worden verleend.
De Poolse president is de Grootmeester van de Orde.
De Orde heeft vijf graden:
| 1. Grootkruis                          | Ribbon |
| 2. Commandeur met ster (Grootofficier) | Ribbon |
| 3. Commandeur                          | Ribbon |
| 4. Officier                            | Ribbon |
| 5. Ridder                              | Ribbon |

De vereremerking van de Orde bestaat uit een gouden, wit geëmailleerd Maltezer kruis (of achtpuntige ster), het medaillon draagt een witte adelaar, het Poolse wapendier, op een rode achtergrond en de woorden "Polonia Restituta" (Latijn: Hersteld Polen"). De keerzijde draagt het jaartal 1918 of, in de door de Volksrepubliek Polen verleende orde, 1944.
Het lint is rood met twee witte strepen langs de zijden.
Men mag deze vereremerking van de orde niet verwarren met de achtpuntige (gouden, zilveren of bronzen) ster en medaillon met de letters "RP" (Rzeczpospolita Polska - Republiek Polen) of, in de door de Volksrepubliek Polen verleende vereremerking, met "PRL" (Polska Rzeczpospolita Ludowa - Volksrepubliek Polen) van het Kruis van Verdienste.
Het lint herinnert aan de in door de Russische tsaren geannexeerde Orde van Sint Stanislaus, een orde die in het Koninkrijk Polen de plaats van deze orde innam en na 1918 niet door de Poolse regering werd vernieuwd.
In rang volgt de Orde Polonia Restituta op de Orde van de Witte Adelaar.
In september 1939 vluchtte de Poolse regering naar Londen. Polen werd door Hitler en later door Stalin bezet. De door Stalin geïnstalleerde communistische Poolse regering verleende de orde maar ook de regering in ballingschap bleef dat doen.
Op een gegeven moment waren er, na een politieke ruzie, zelfs twee Poolse regeringen in Londen.
Commandeurs in de orde
- De Nederlandse politiek tekenaar Louis Raemaekers in 1929 voor zijn werk in de Eerste Wereldoorlog

Officiers in de orde
- Jerzy Bińczycki
- Marian Rejewski

Ridders in de orde
- De Nederlandse voetbaltrainer van het Pools voetbalelftal, Leo Beenhakker, 20 februari 2008 (Officierskruis)
- Sebastiano Scirè Risichella, Italiaans oorlogsheld
- Stanisław Szozda, Pools wielrenner
- Sylwester Bardzinski, Pools oud-strijder

## De Orde op het internet
- (en) Further Reading on the history of the Order: Order of Polonia Restituta by Rafal Heydel-Mankoo

OP 4 juni 2013 is tot ridder geslagen door president Komorowski : Walter Frans (B) Vera Janssens (B)